# Rattan Singh
Rattan Singh (né le 2 décembre 1954) est un athlète indien, spécialiste des courses de demi-fond.

## Biographie
Il remporte la médaille d'or du 1 500 m lors des championnats d'Asie 1979, à Tokyo, dans le temps de 3 min 49 s 8.

### Palmarès
| Date | Compétition         | Lieu    | Résultat | Épreuve | Performance   |
| ---- | ------------------- | ------- | -------- | ------- | ------------- |
| 1978 | Jeux asiatiques     | Bangkok | 3e       | 1 500 m | 3 min 48 s 11 |
| 1979 | Championnats d'Asie | Tokyo   | 1er      | 1 500 m | 3 min 49 s 8  |

### Records
| Épreuve | Performance  | Lieu     | Date         |
| ------- | ------------ | -------- | ------------ |
| 1 500 m | 3 min 52 s 4 | Montréal | 25 août 1979 |